# Artigliere (destroyer, 1937)
Pour les articles homonymes, voir Artigliere (destroyer).
Le Artigliere (fanion « AR ») était un destroyer italien de la classe Soldati lancé en 1937 pour la Marine royale italienne (en italien : Regia Marina).

## Conception et description
Les destroyers de la classe Soldati étaient des versions légèrement améliorées de la classe précédente Oriani. Ils avaient une longueur entre perpendiculaires de 101,6 mètres et une longueur hors tout de 106,7 mètres. Les navires avaient une largeur de 10,15 mètres et un tirant d'eau moyen de 3,15 mètres et de 4,3 mètres à pleine charge. Les Soldatis déplaçaient 1 830-1 850 tonnes métriques à charge normale, et 2 450-2 550 tonnes métriques à pleine charge. Leur effectif en temps de guerre était de 206 officiers et hommes de troupe.
Le Artigliere était propulsé par deux turbines à vapeur à engrenages Belluzzo/Parsons, chacune entraînant un arbre d'hélice à l'aide de la vapeur fournie par trois chaudières Yarrow. Conçus pour une puissance maximale de 48 000 chevaux-vapeur (36 000 kW) et une vitesse de 34-35 nœuds (63-65 km/h) en service, les navires de la classe Soldati ont atteint des vitesses de 39-40 nœuds (72-74 km/h) pendant leurs essais en mer alors qu'ils étaient légèrement chargés. Ils transportaient suffisamment de fuel pour avoir une autonomie de 2 340 milles nautiques (4 330 km) à une vitesse de 14 nœuds (26 km/h) et de 682 milles nautiques (1 263 km) à une vitesse de 34 nœuds (63 km/h).
La batterie principale du Artigliere était composée de quatre canons de 120 millimètres de calibre 50 dans deux tourelles jumelées, une à l'avant et une à l'arrière de la superstructure. Sur une plate-forme au milieu du navire se trouvait un canon à obus en étoile de 120 millimètres de 15 calibres. La défense antiaérienne des Soldatis était assurée par huit canons Breda modèle 1935 de 20 millimètres. Les navires étaient équipés de six tubes lance-torpilles de 533 millimètres dans deux supports triples au milieu du navire. Bien qu'ils ne soient pas dotés d'un système de sonar pour la lutte anti-sous-marine, ils sont équipés d'une paire de lanceurs de grenades sous-marines. Les navires pouvaient transporter 48 mines.

## Construction et mise en service
Le Artigliere est construit par le chantier naval Odero-Terni-Orlando (OTO) de Livourne en Italie, et mis sur cale le 15 février 1937. Il est lancé le 12 décembre 1937 et est achevé et mis en service le 30 juin 1938. Il est commissionné le même jour dans la Regia Marina.

## Histoire du service
Le navire, qui est entré dans l'escadron le 14 novembre 1938, est inclus dans le XIe Escadron de destroyers et, au cours de l'année 1939, il a effectué des activités d'entraînement, croisant dans la mer Tyrrhénienne, en Afrique du Nord et dans le Dodécanèse. En mai 1939, il participe à la parade navale à Naples à l'occasion de la visite du prince Paul, régent du royaume de Yougoslavie.
Au début de la Seconde Guerre mondiale, il est chef d'escadron du XIe Escadron de destroyers, qu'il a formé avec ses navires-jumeaux (sister ships) Aviere, Geniere et Camicia Nera.
Le 11 juin 1940, il est envoyé en patrouille dans le canal de Sicile avec le reste de la XIe Escadre, la XIIe Escadre de destroyers (Ascari, Lanciere, Carabiniere, Corazziere), la IIIe Division (croiseurs lourds Trento, Pola, Bolzano) et la VIIe Division (croiseurs légers Attendolo et D’Aosta).
Le 19 juin, il appareille d'Augusta avec les trois autres navires de la XIe Escadre pour transporter des fournitures à Benghazi, où il arrive le lendemain.
Le 7 juillet, à 15h45, il quitte Messine avec les unités de la section et la IIIe division (Trento et Bolzano), rejoignant ensuite le reste de la IIe escadre navale (le croiseur lourd Pola, les croiseurs des Ire, IIe et VIIe divisions pour un total de 9 unités et les IXe, Xe, XIIe et XIIIe escadrons de destroyers) qui, après avoir agi comme force de soutien à une opération de convoi vers la Libye, rejoint la Ire escadre et participe à la bataille de Punta Stilo le 9 juillet. Au cours de la retraite de la flotte italienne lors de cette rencontre, le XIe Escadron repère et attaque les navires britanniques à 16h15. En particulier, le Artigliere pose un écran de fumée, puis ouvre le feu à 13 200 mètres et à 16h20, ayant atteint 3 000 mètres, lance sans succès des torpilles avec les trois autres unités (qui lancent un total de 10 torpilles, 7 contre un cuirassé et 3 contre un croiseur),.
Dans la nuit du 11 au 12 octobre 1940, il est envoyé - sous le commandement du capitaine de vaisseau (capitano di vascello) Carlo Margottini - pour patrouiller, avec les trois unités de son escadron et les torpilleurs du Ier Escadron (Alcione, Airone, Ariel) la zone à l'est de Malte, à la recherche de navires britanniques qui auraient dû se trouver dans cette zone,. Aux premières heures de la nuit du 12 octobre, les trois torpilleurs du Ier Escadron attaquent le croiseur léger HMS Ajax, qui fait partie d'un plus grand déploiement naval britannique qui retourne à Alexandrie après avoir escorté un convoi vers Malte. Un combat violent et confus s'ensuit, à l'issue duquel le Airone et le Ariel sont coulés, tandis que le Ajax n'est pas sérieusement endommagé,.

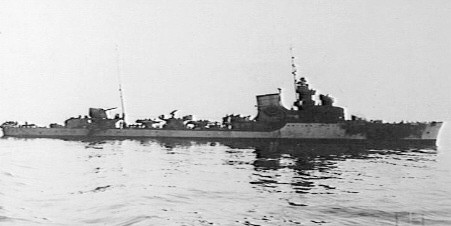
Le Artigliere gravement endommagé après l'accident

Avant d'attaquer, à 1h37, les torpilleurs ontlancé un signal de découverte, qui a été reçu à des moments différents par les destroyers du XIe Escadron. Le Artigliere ne l'a reçu qu'à 1h50 et, après avoir viré au nord, est parti à l'attaque en apercevant le croiseur britannique à 2h29 . Il ouvre le feu avec ses canons, touchant le Ajax à quatre reprises (ce qui a entraîné la destruction d'une pièce de 102 mm et d'un radar et d'autres dommages sans importance, ainsi que quelques victimes et blessés), mais alors qu'il s'apprêtait à tirer ses torpilles (il n'a pu par la suite en tirer qu'une seule, contre le flanc tribord du Ajax, mais a manqué la cible), à 2h31, il est frappé à plusieurs reprises par la réaction du croiseur. Les réserves de munitions du complexe avant de 120 mm explosent, provoquant un violent incendie, deux autres tirs sont tombés sur le pont, causant de nouveaux dégâts et de nombreuses victimes, l'un a touché la chaufferie centrale et l'autre la salle des machines avant,,. À 2h32, le Artigliere est immobilisé et en feu, désormais hors d'usage; plus de la moitié de l'équipage, y compris tous les officiers du navire, sont morts ou blessés,. Le commandant Margottini et l'assistant de l'escadron, le lieutenant de vaisseau (tenente di vascello) Corrado Del Greco, sont également tués dans le combat. Leur mémoire est récompensée par la médaille d'or de la valeur militaire.

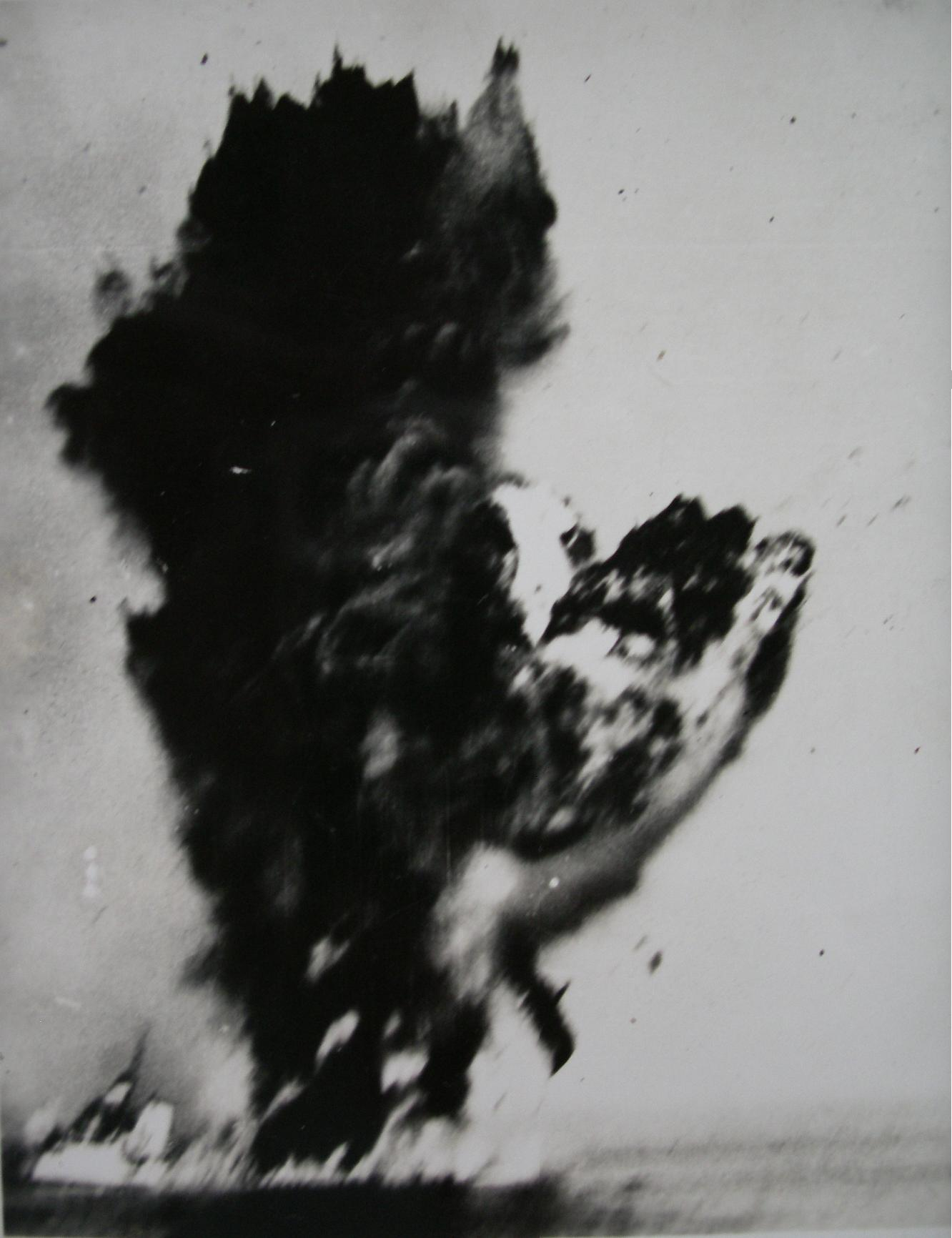
Le dépôt de munitions arrière du Artigliere a explosé après le torpillage du navire par le croiseur HMS York, à 9h05 le 12 octobre 1940.

Après la collision, l'équipage survivant, dirigé par le Major des Ingénieurs de la Marine Mario Giannettini, tente de dompter les incendies et de réparer les dommages du mieux qu'il peut pour sauver le navire, réussissant, vers 3 heures du matin, à redémarrer grâce à la seule chaudière restée intacte, mais à 4 heures du matin également la dernière chaudière est inutilisable car elle ne pouvait pas être alimentée,. Le Camicia Nera (le Aviere, touché, et le Geniere, indemne, se sont éloignés) le prend en remorque, mais contre les deux navires de l'Amiral Cunningham, commandant de la flotte britannique, envoie des groupes de bombardiers-torpilleurs et aussi quelques croiseurs. A 8h10 le Camicia Nera , sous des attaques aériennes continues et avec deux unités ennemies en vue, doit lâcher les câbles de remorquage et abandonner le Aviere,. Le croiseur lourd HMS York tire un coup de feu devant la proue ordonnant d'abandonner le navire. L'équipage, au garde-à-vous, baisse le drapeau, le ferme dans un sac de plomb puis abandonne le navire. Abandonné par l'équipage, canonné et incendié par le York et également touché par une torpille, le Artigliere coule à 9h05 (9h15 selon d'autres sources),, à la position géographique de 36° 30′ N, 16° 07′ E. Le croiseur britannique ne récupère aucun survivant, mais jette quelques radeaux à l'eau et signale la position des survivants au commandement italien ,.
Les pertes humaines sont assez lourdes : sur un équipage de 254 hommes, seuls 122 survécurent (22 récupérés et faits prisonniers par le destroyer HMAS Vampire (D68) et les 100 autres par des unités italiennes).
Après la chute du fascisme (ordre du jour Grandi), le 30 juillet 1943, le navire-jumeau Camicia Nera est rebaptisé Artigliere en l'honneur du destroyer coulé lors de l'affrontement de Capo Passero.
En 2017, près de 77 ans après son naufrage, sa découverte est annoncée. Cela s'est produit en mars, par l'équipe océanique de Paul Allen, cofondateur de Microsoft, passionné d'exploration sous-marine. Le Artigliere est repéré par l'équipe de recherche du navire Petrel à une profondeur d'environ 3 600 m sous la surface de la mer entre la Sicile et Malte.

### Commandement
Commandants
- Capitaine de vaisseau (capitano di vascello ) Francesco Baldizzone (né à Gênes le 21 août 1891) (14 novembre 1938 - 1940)
- Capitaine de vaisseau (capitano di vascello) Carlo Daviso di Charvensod (né à Pinerolo le 22 septembre 1890) (1940)
- Capitaine de vaisseau (capitano di vascello) Carlo Margottini (né à Rome le 19 janvier 1899) (+) (27 avril - 12 octobre 1940)